# Copaciu, Giurgiu
Copaciu este un sat în comuna Ghimpați din județul Giurgiu, Muntenia, România.

 Acest articol despre o localitate din județul Giurgiu este deocamdată un ciot. Puteți ajuta Wikipedia prin completarea lui.